# جين كامبيون
جين كامبيون (بالإنجليزية: Jane Campion)‏ مواليد 30 أبريل 1954 في ويلينغتون، نيوزيلندا، هي مخرجة ومنتجة أفلام ومخرجة أسترالية كما أنها من الفائزات بجوائز الأوسكار.

## الأعمال
- البيانو
- صورة سيدة
- دخان مقدس!

## وصلات خارجية
- جين كامبيون على موقع IMDb (الإنجليزية)
- جين كامبيون على موقع الموسوعة البريطانية (الإنجليزية)
- جين كامبيون على موقع مونزينجر (الألمانية)
- جين كامبيون على موقع ألو سيني (الفرنسية)
- جين كامبيون على موقع تيرنر كلاسيك موفيز (الإنجليزية)
- جين كامبيون على موقع أول موفي (الإنجليزية)
- جين كامبيون على موقع بوكس أوفيس موجو (الإنجليزية)
- جين كامبيون على موقع قاعدة بيانات الأفلام السويدية (السويدية)
- جين كامبيون على موقع إن إن دي بي (الإنجليزية)
- جين كامبيون على موقع ديسكوغز (الإنجليزية)